# 世界童軍空中大會
世界童軍空中大會（英語：Jamboree on the Air，一般簡稱JOTA），是一個每年十月第三個星期周末，在全球各地同步舉行的世界童軍空中大會。自1957年開始，來自世界各地的童軍們透過業餘無線電進行空中通聯，在空中相會；完成通聯之後，雙方會寄出通訊確認卡（QSL卡）。
在世界總部辦理空中大會暨網路大會網頁平台，提供多元有趣的互動體驗，個別童軍或童軍團都可以事先上網註冊登錄資料，以便參與活動。每年度均訂有活動主題，以2021年為例是 Scout for SDGs，鼓勵各國童軍在活動期間交流童軍參與聯合國永續發展目標的成果與經驗。
在台灣，各縣市的空中大會會申請臨時電台呼號，例如 BV0BSC 或 BW0S、BV0BSY 等臨時電台呼號與國外通聯，並邀請業餘無線電協會同好來協助，結合無線電操作、摩斯電碼、獵狐、分站學習或是專科章考驗等。
近年來隨著網際網路的發達，同時間舉辦世界童軍網路大會（英語：Jamboree on the Internet，一般簡稱JOTI），發展為世界童軍空中大會暨網路大會（JOTA-JOTI）。
JOTA 和 JOTI 都是世界童軍運動組織（World Organization of the Scout Movement, WOSM）的國際性活動，也邀請世界女童軍總會（World Association of Girl Guides and Girl Scouts, WAGGGS）的伙伴參加。

## 外部連結
- 世界童軍總會空中暨網路大會 （页面存档备份，存于）
- Jota-Joti Facebook （页面存档备份，存于）
- ScoutLink Facebook （页面存档备份，存于）
- 中華民國童軍總會 （页面存档备份，存于）
- 台灣歷年JOTA活動 （页面存档备份，存于）
- Taiwan Scouts JOTAJOTI （页面存档备份，存于）